# Шон Мерфі (криптограф)
Шон Мерфі (англ. Sean Murphy) — англійський криптограф, в даний час професор коледжу Royal Holloway Лондонського університету, працював над проектами NESSIE та ECRYPT.

## Наукова діяльність
Професор математики та інформаційної безпеки в коледжі Royal Halloway. Велика частина його останніх робіт була спрямована на використання алгебраїчних методів в симетричній криптографії, зокрема, аналіз алгоритму AES. Був керівником проекту NESSIE (європейський проект для оцінки криптографічних примітивів і для можливої стандартизації в майбутньому). Брав участь в створенні проекту ECRYPT. Разом з Дональдом Девісом, Шон Мерфі брав участь у розробці атаки Девіса на DES

## Перевірка на криптостійкість
- Алгоритм FEAL-4, спочатку пропонувався в якості заміни стандарту DES, виявився вельми нестійкий до різних видів криптоаналізу. Фактично сформувалася ціла історія методів розкриття алгоритму FEAL. Через рік після презентації алгоритму FEAL-4 було опубліковано дослідження голландського математика Берта ден Боєра (Bert den Boer), у якому була доведена можливість обчислення ключа шифрування даного алгоритму на основі 10 000 обраних відкритих текстів. У 1990 році Шон Мерфі істотно поліпшив результат попереднього методу, запропонувавши алгоритм обчислення ключа шифрування алгоритму FEAL-4 всього на основі 20 обраних відкритих текстів.
- У 1990 р. в роботі Шона Мерфі було запропонований метод лінійного криптоаналізу в неявному вигляді, який успішно застосовувався при аналізі системи блочного шифрування FEAL. Цей метод дозволив отримати найбільш сильні результати по розкриттю ряду ітераційних систем блочного шифрування, в тому числі і системи DES. У 1992 році Міцура Мацуї формалізував цей підхід, а пізніше успішно застосував його до аналізу криптоалгоритму DES. У 2001 році у США на зміну DES і Triple DES прийшов новий стандарт AES, що діє й донині.
- Перший різновид алгоритму SAFER K-64 був розроблений Джеймсом Мессі в 1993 році. Через деякий час у перших варіантах алгоритму Ларс Кнудсен і Шон Мерфі виявили деякі недоліки. Це спричинило створення нових версій алгоритму, SAFER SK-64 і SAFER SK-128, в яких розклад ключів було змінено у відповідності зі схемою, запропонованою Кнудсеном.
- Незвичайна структура Twofish і відносна складність породили деякі сумніви в її надійності. Це викликало поділ вихідного ключа на дві половини при формуванні раундових підключів. Криптографи Fauzan Mirza і Шон Мерфі припустили, що такий поділ дає можливість організувати атаку за принципом «розділяй і володарюй», тобто розбити задачу на дві аналогічні, але більш прості. Однак реально подібну атаку провести не вдалося.
- У 2003 році Шон Мерфі і Метт Робшоу (англ. Matt Robshaw) опублікували роботу, у якій обґрунтували можливість атаки на алгоритм AES, який скорочує кількість операцій для злому з 2128 до 2100. Однак на 4-й конференції AES Ілля Толі (Ilia Toli) і Альберто Дзаноні (Alberto Zanoni) показали, що робота Мерфі і Робшоу містить помилку. Пізніше, в 2007 році, Чу-Ві Лім (Chu-Wee Lim) і Хунгмінг Ху (Khoongming Khoo) також показали, що ця атака не може працювати в тому вигляді, як вона була описана.

## Освіта
- У 1985 р. отримав ступінь бакалавра математики в Оксфордському університеті
- У 1989 ступінь PhD з математики в Університеті Бата[en].[2]